# Quail Creek (Texas)
Quail Creek es un lugar designado por el censo ubicado en el condado de Victoria en el estado estadounidense de Texas. En el Censo de 2010 tenía una población de 1628 habitantes y una densidad poblacional de 204,08 personas por km².

## Geografía
Quail Creek se encuentra ubicado en las coordenadas 28°46′38″N 97°5′5″O / 28.77722, -97.08472. Según la Oficina del Censo de los Estados Unidos, Quail Creek tiene una superficie total de 7.98 km², de la cual 7.98 km² corresponden a tierra firme y (0%) 0 km² es agua.

## Demografía
Según el censo de 2010, había 1628 personas residiendo en Quail Creek. La densidad de población era de 204,08 hab./km². De los 1628 habitantes, Quail Creek estaba compuesto por el 87.04% blancos, el 4.18% eran afroamericanos, el 0.37% eran amerindios, el 0.25% eran asiáticos, el 0% eran isleños del Pacífico, el 7.31% eran de otras razas y el 0.86% pertenecían a dos o más razas. Del total de la población el 32.06% eran hispanos o latinos de cualquier raza.